# TP d'Or 1994
Els premis TP d'Or 1994, foren entregats el 31 de gener de 1994 i la cerimònia fou retransmesa en directe des del Palau de Congressos de Madrid per Antena 3 en un programa presentat per Pepe Carrol i Eva Pedraza.
| Categoria                                    | Programa                                   | Persona                                    | Resultat   |
| -------------------------------------------- | ------------------------------------------ | ------------------------------------------ | ---------- |
| Actor                                        | Farmacia de guardia                        | Carlos Larrañaga                           | Guanyador  |
| Actor                                        | ¡Ay, Señor, Señor!                         | Andrés Pajares                             | Nominat    |
| Actor                                        | Villarriba y Villabajo                     | Juanjo Puigcorbé                           | Nominat    |
| Actriu                                       | Compuesta y sin novio                      | Lina Morgan                                | Guanyadora |
| Actriu                                       | Farmacia de guardia                        | Concha Cuetos                              | Nominada   |
| Actriu                                       | Compuesta y sin novio                      | Amparo Larrañaga                           | Nominada   |
| Presentador                                  | Genio y figura                             | Pepe Carrol                                | Guanyador  |
| Presentador                                  | Sí o no                                    | Ángel Garó                                 | Nominat    |
| Presentador                                  | Quién sabe dónde                           | Francisco Lobatón                          | Nominat    |
| Presentadora                                 | Lo que necesitas es amor                   | Isabel Gemio                               | Guanyadora |
| Presentadora                                 | Luz roja                                   | Elena Ochoa                                | Nominada   |
| Presentadora                                 | Cifras y letras                            | Elisenda Roca                              | Nominada   |
| Sèrie Dramàtica Nacional                     | La mujer de tu vida 2                      | La mujer de tu vida 2                      | Nominada   |
| Telecomedia Nacional                         | Farmacia de guardia                        | Farmacia de guardia                        | Guanyadora |
| Telecomedia Nacional                         | Compuesta y sin novio                      | Compuesta y sin novio                      | Nominada   |
| Telecomedia Nacional                         | ¡Ay, Señor, Señor!                         | ¡Ay, Señor, Señor!                         | Nominada   |
| Telenovel·la                                 | Corazón Salvaje                            | Corazón Salvaje                            | Guanyadora |
| Sèrie Estrangera                             | Dr. Quinn, Medicine Woman                  | Dr. Quinn, Medicine Woman                  | Guanyadora |
| Informatiu diari                             | Telediario                                 | Telediario                                 | Guanyador  |
| Programa de reportatges, debat i documentals | Quién sabe dónde                           | Quién sabe dónde                           | Guanyador  |
| Programa musical                             | Clip, Clap, Video                          | Clip, Clap, Video                          | Guanyador  |
| Magazine i varietats                         | El día después                             | El día después                             | Guanyador  |
| Concurs                                      | Genio y figura                             | Genio y figura                             | Guanyador  |
| Programa infantil                            | Club Disney                                | Club Disney                                | Guanyador  |
| Premi Especial Trajectòria Professional      | Alberto Closas Gabriel Aragón Fernando Rey | Alberto Closas Gabriel Aragón Fernando Rey |            |